# Till glädjen (Gunnar Jensen)
Till glädjen är en psalm vars text är skriven av Gunnar Jensen och översatt till svenska av Inge Löfström. Musiken är skriven av Aksel Krogslund Olesen.

## Publicerad som
- Nr 823 i Psalmer i 2000-talet under rubriken "Människosyn, människan i Guds hand".